# Lepanthes quaternaria
Lepanthes quaternaria är en orkidéart som beskrevs av Carlyle August Luer. Lepanthes quaternaria ingår i släktet Lepanthes och familjen orkidéer. Inga underarter finns listade i Catalogue of Life.